# (8651) Alineraynal
(8651) Alineraynal est un astéroïde de la ceinture principale aréocroiseur. Son nom lui a été donné en hommage à la botaniste française Aline Raynal-Roques.

## Description
(8651) Alineraynal est un astéroïde aréocroiseur. Il présente une orbite caractérisée par un demi-grand axe de 2,29 UA, une excentricité de 0,28 et une inclinaison de 2,0° par rapport à l'écliptique.

## Compléments